# سلطان الفرحان
سلطان سعد الفرحان، لاعب كرة قدم سعودي، يلعب في نادي التعاون السعودي حيث وقع للتعاون بنظام الإعارة قادما من الاتحاد بالإعارة في صيف 2024 . .
مثل نادي الهلال في الفئات السنية وحقق بطولات الدوري بفئة الناشئين والشباب ودرجة الأولمبي لنسخة 2017 الأخيرة قبل انتقاله و وقع مع نادي الرائد في عام 2017 .

## روابط خارجية
- سلطان الفرحان على موقع قاعدة بيانات كرة القدم.إي يو (الإنجليزية)
- سلطان الفرحان على موقع Soccerway.com (الإنجليزية)